# Barozzi (Familie)

Wappen der Familie Barozzi

Barozzi ist der Name einer venezianischen Patrizierfamilie.
Die Familie stammt ursprünglich aus Padua, von wo sie nach Torcello und dann nach Venedig übersiedelte.
Die Barozzi zählen zu den sogenannten Case Vecchie, den ältesten Patrizierfamilien Venedigs, deren Name im  Libro d’Oro aufgeführt ist.
Mitglieder der Familie
- Angelo Barozzi († 1238), Patriarch von Grado
- Giacomo oder Jacopo Barozzi († 1245), Herr über Santorin und Thira
- Andrea Barozzi (–1278), venezianischer Admiral und Gouverneur von Kreta
- Francesco Barozzi († 1471), Bischof von Treviso
- Elena Barozzi (um 1514 – um 1580), gemalt von Vasari und Tizian, Geliebte von Lorenzino de’ Medici und Mutter seiner Tochter Lorenzina de’ Medici
- Giovanni Barozzi (1420–1466), Bischof von Bergamo, Patriarch von Venedig (1465–1466)
- Pietro Barozzi (1441–1507), Bischof von Belluno und Padua
- Francesco Barozzi (1537–1604), italienischer Mathematiker und Astronom

Paläste in Venedig und im Veneto
- Palazzo Barozzi Emo Treves de Bonfili, Venedig
- Palazzo Civran Badoer Barozzi, Venedig
- Palazzo Barozzi, Vignola